# Gerhard Schröder (Pastor)
Gerhard Schröder, auch Scroderus, Schrotter (* um 1530 in Ootmarsum; † 16. November 1601 in Lübeck) war ein deutscher evangelisch-lutherischer Geistlicher, Hauptpastor der Lübecker Petrikirche und Senior des Geistlichen Ministeriums.

## Leben
Er studierte ab April 1549 an der Universität Rostock, ab Dezember 1554 an der Universität Wittenberg und wurde hier 1556 Magister. Im Mai 1558 kam er erneut an die Universität Rostock.
1561 wurde er Prediger an der Lübecker Petrikirche und 1569 als Nachfolger von Reimar Kock ihr (Haupt)Pastor. Anfang der 1570er Jahre vertrat er Lübeck im Ministerium Tripolitanum in den Einigungsverhandlungen im Vorfeld der Konkordienformel, insbesondere beim Konvent von Bergedorf 1574.
Ab 1596 war er zugleich Senior des Lübecker Geistlichen Ministeriums. Als Senior war er sowohl Gegenüber (als gewählter Vertreter der Pastorenschaft) als auch Stellvertreter des Superintendenten Andreas Pouchenius der Ältere und nach dessen Tod ein Jahr lang der amtierende Leitende Geistliche der Evangelisch-Lutherischen Kirche in Lübeck.
Ein Epitaph oder Denkgemälde ist nicht überliefert.